# Fred Tackett

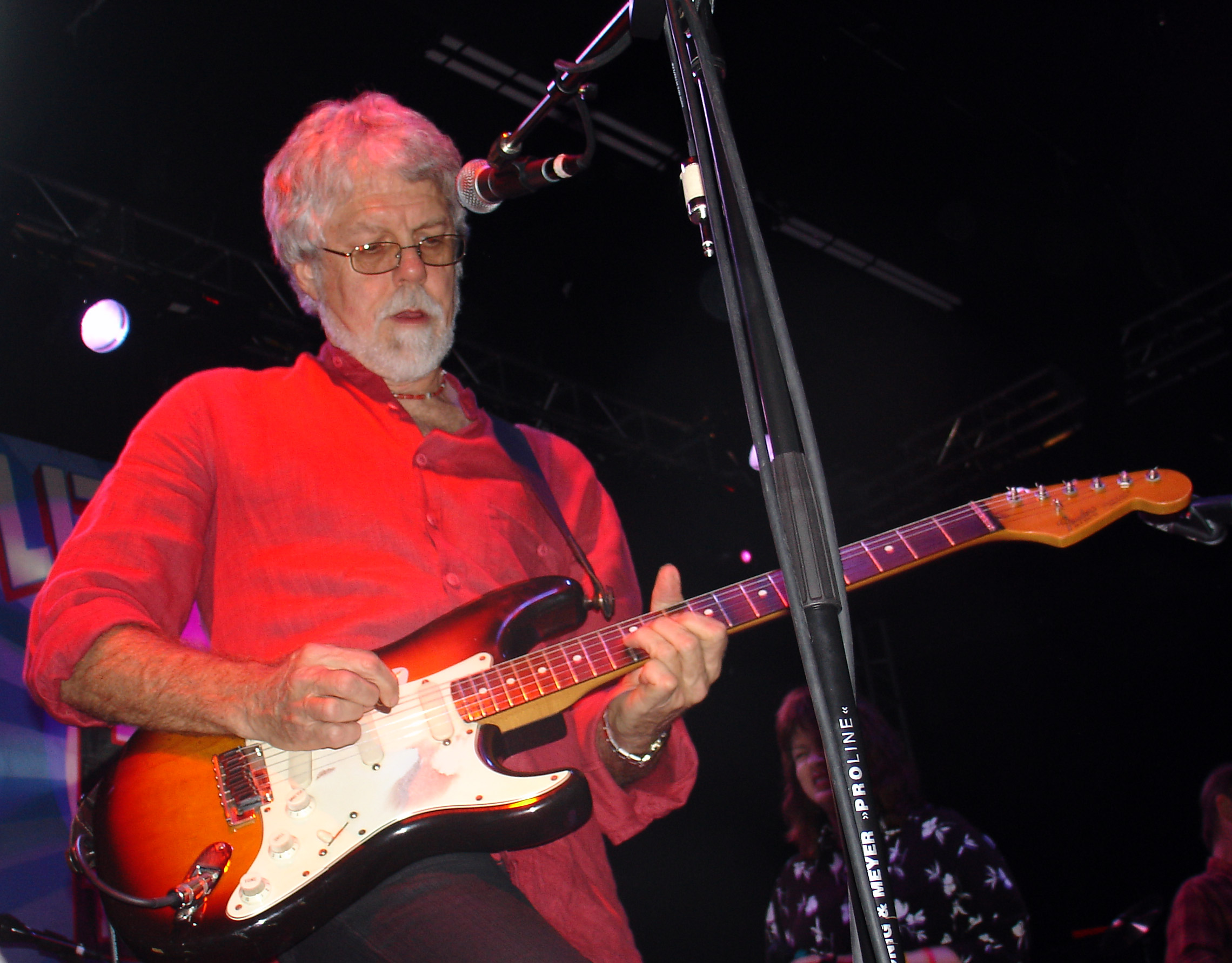
Fred Tackett, 2007

Fred Tackett (* 30. August 1945 in Little Rock, Arkansas) ist ein US-amerikanischer Rock-Gitarrist, der vor allem durch seine Arbeit als Studiomusiker für die verschiedensten Interpreten seit den 1960er Jahren bekannt wurde. 1988 schloss er sich der Rockband Little Feat an und 2001 nahm er zusammen mit Paul Barrère das rein akustische Konzertalbum Live from North Cafe auf. Neben der Gitarre spielt Tackett auch Mandoline, Trompete, Cello und Keyboard.
Zu den Bands und Musikern, an deren Aufnahmen Tackett beteiligt gewesen ist, gehören unter anderem The 5th Dimension, The Allman Brothers Band, Joan Baez, Long John Baldry, Jackson Browne, Glen Campbell, Eric Carmen, The Carpenters, Valerie Carter, Judy Collins, Rita Coolidge, Burton Cummings, Neil Diamond, Bob Dylan, Fleetwood Mac, Vince Gill, Arlo Guthrie, Steve Harley, Thelma Houston, Engelbert Humperdinck, Julio Iglesias, Rickie Lee Jones, Tom Jones, Kris Kristofferson, Nicolette Larson, Little Feat, Kenny Loggins, Curtis Mayfield, Michael McDonald, Bette Midler, Willie Nelson, Aaron Neville, Juice Newton, Harry Nilsson, Van Dyke Parks, Dolly Parton, The Pointer Sisters, Bonnie Raitt, Lionel Richie, Johnny Rivers, Kenny Rogers, Linda Ronstadt, Leo Sayer, Boz Scaggs, Bob Seger, Carly Simon, Ringo Starr, Rod Stewart, Barbra Streisand, Richard Thompson, Randy Travis, Travis Tritt, Tom Waits, The Wallflowers und Jimmy Webb.